# Jaskinia Wiślana Wschodnia
Jaskinia Wiślana Wschodnia – jaskinia w skale Okrążek w grupie Skałek Piekarskich na lewym brzegu Wisły w miejscowości Piekary pod Krakowem. Pod względem geograficznym znajduje się na Obniżeniu Cholerzyńskim w obrębie makroregionu Bramy Krakowskiej.
Jaskinia znajduje się u podstawy najbardziej na wschód wysuniętego cypla Okrążka, bezpośrednio nad starorzeczem Wisły. Dojście do jaskini jest łatwe od północnej strony, ale często jej dno zalewane jest wodą Wisły. Korytarze w niektórych miejscach są bardzo ciasne. Ma trzy otwory wejściowe: NE, SE i SW, wszystkie na wysokości 204 m n.p.m. Łączna długość szczelin wynosi 32 m. Za otworem NE znajduje się rozszerzenie, z którego dalej ku południowi biegnie szeroki korytarz do otworu SW. Z rozszerzenia prowadzi ciasna i niemożliwa do przejścia boczna szczelina kończąca się w ścianie na wysokości ok. 1,5 m. W głównym korytarzu wiodącym do otworu SW znajduje się zacisk o długości około 4 m, a w połowie jego długości odchodzi boczna szczelina do otworu SE. Nad otworem tym znajduje się okap, pod którym zbiegają się korytarze. Od lustra wody otwór SE oddzielony jest progiem o wysokości około 80 cm.
Jaskinia powstała w skalistych wapieniach jury późnej. Jej dno jest skalne, bez rumowiska, na ścianach widoczne są różne formy erozji krasowej. Do większości jej korytarzy dociera światło słoneczne i jej klimat całkowicie podlega wpływom atmosferycznym. Jedynymi stwierdzonymi roślinami jest kilka okazów babki zwyczajnej i jaskra rozłogowego rosnących w otworze południowo-wschodnim. Normalnie dno jest suche, ale przy wysokim poziomie wody w Wiśle jaskinia zalewana jest wodą.
Jaskinia znana była od dawna. Po raz pierwszy opisał ją W.W. Wiśniewski w 1998 r. Jej plan sporządził M. Szelerewicz w 1999 r., dokumentację A. Górny i M. Szelerewicz.
Tuż po południowo-zachodniej stronie Jaskini Wiślanej Wschodniej znajduje się w skale Okrążek Jaskinia Wiślana Zachodnia, mająca o 1 m wyżej położone dno. Obecnie są to oddzielne jaskinie, ale dawniej były z sobą połączone. W ścianie południowego cypla Okrążka, na wysokości 213 m n.p.m. znajduje się jeszcze jedna jaskinia – Jaskinia nad Galoską.

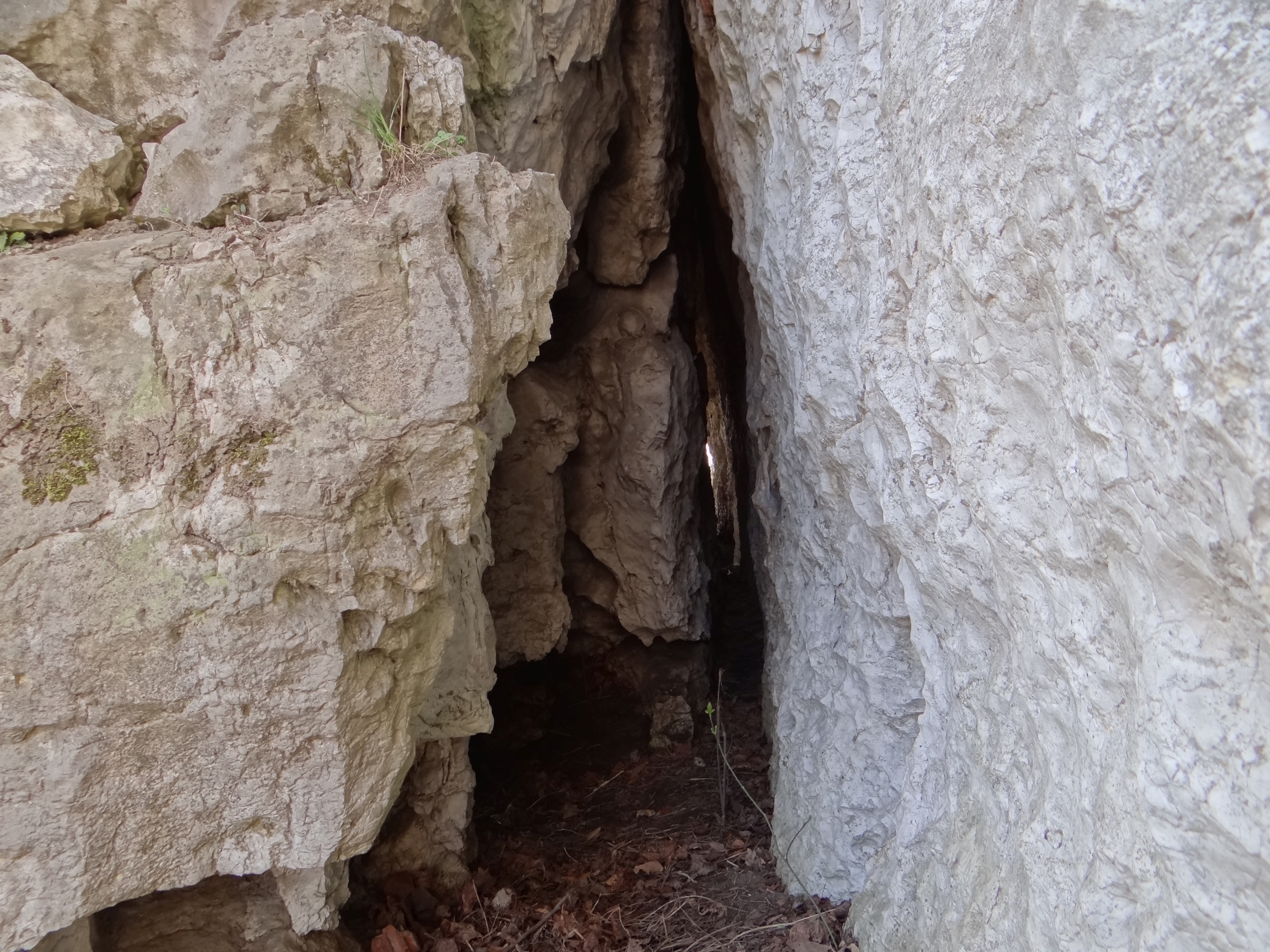
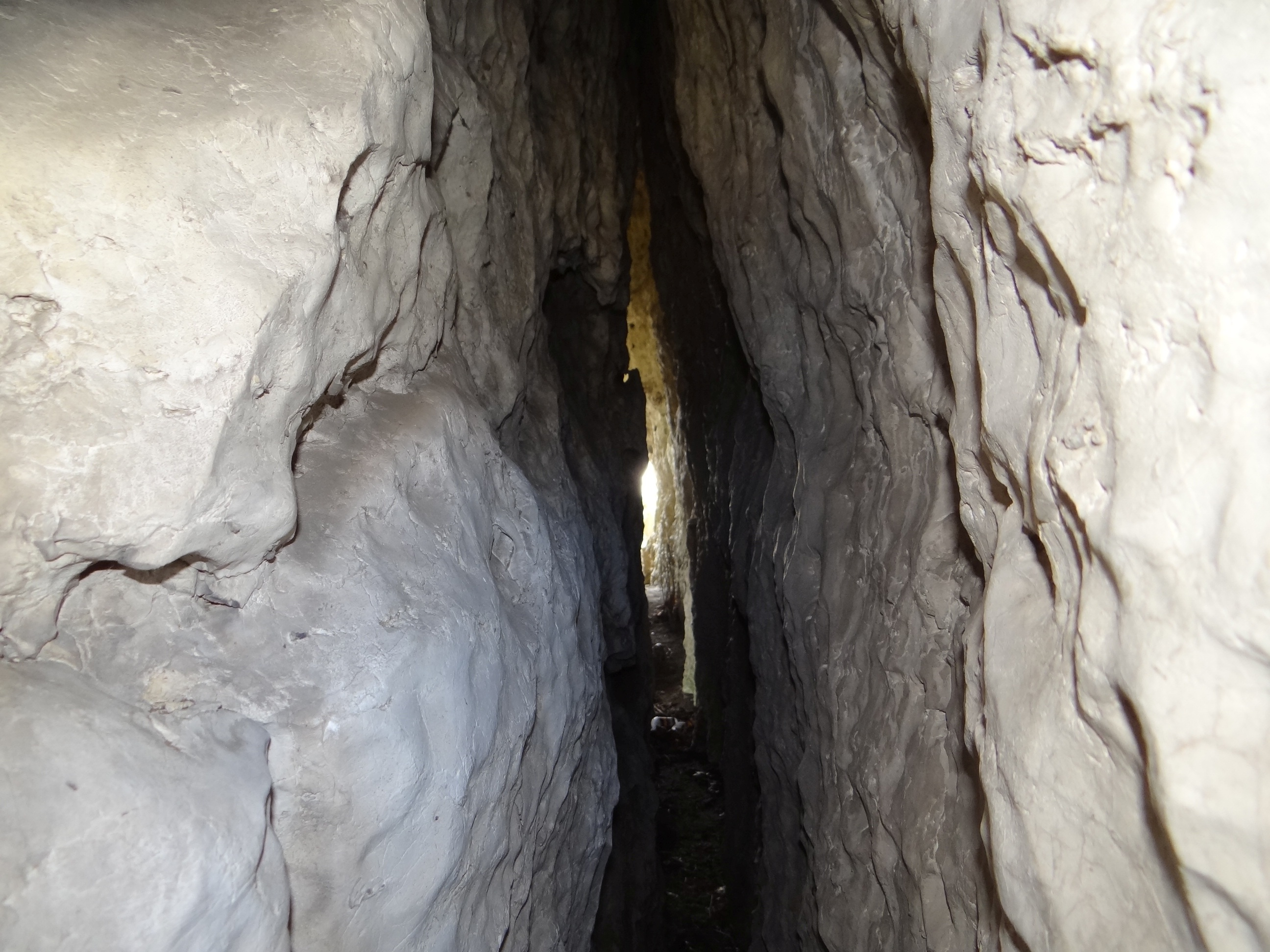
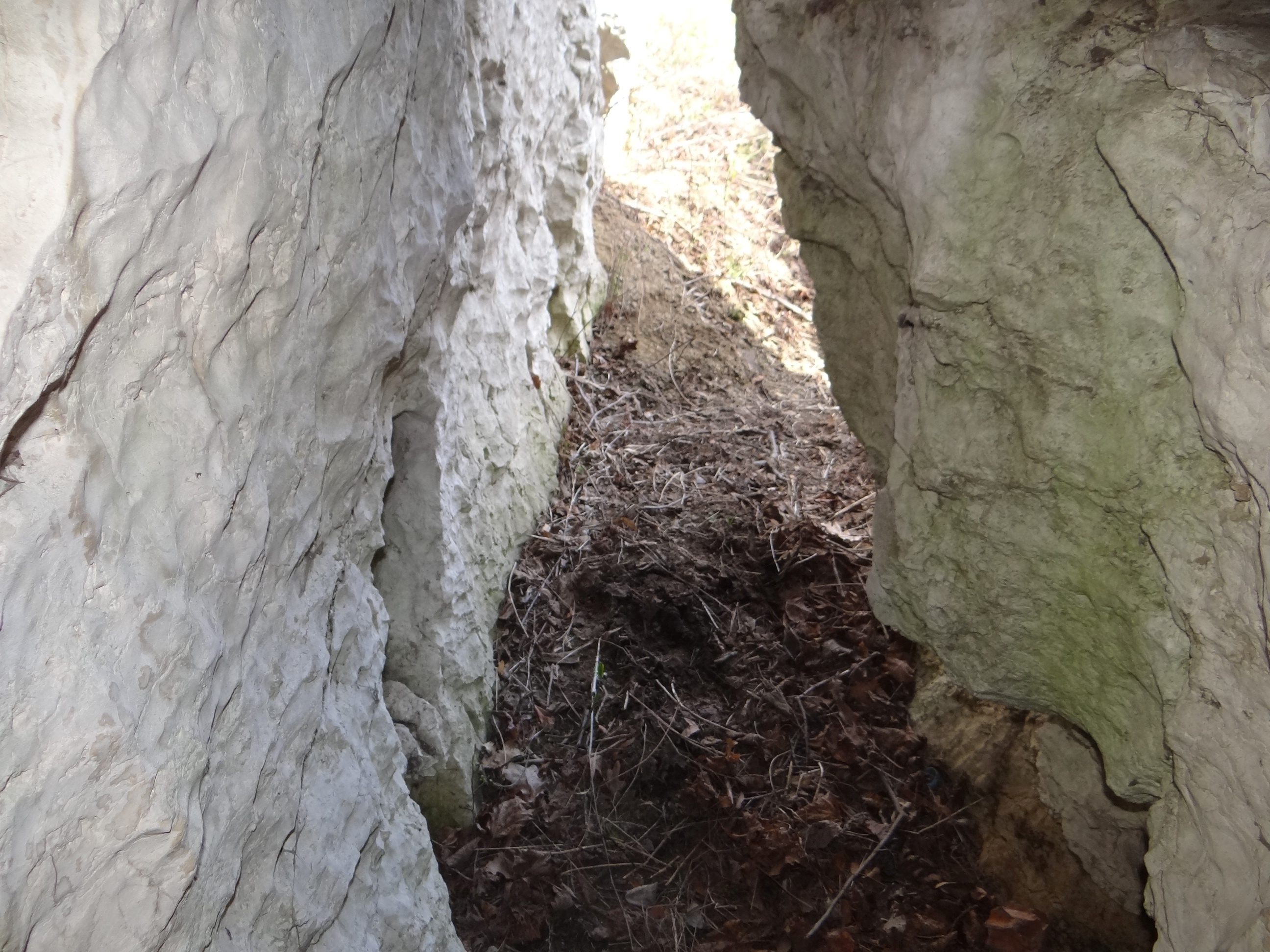
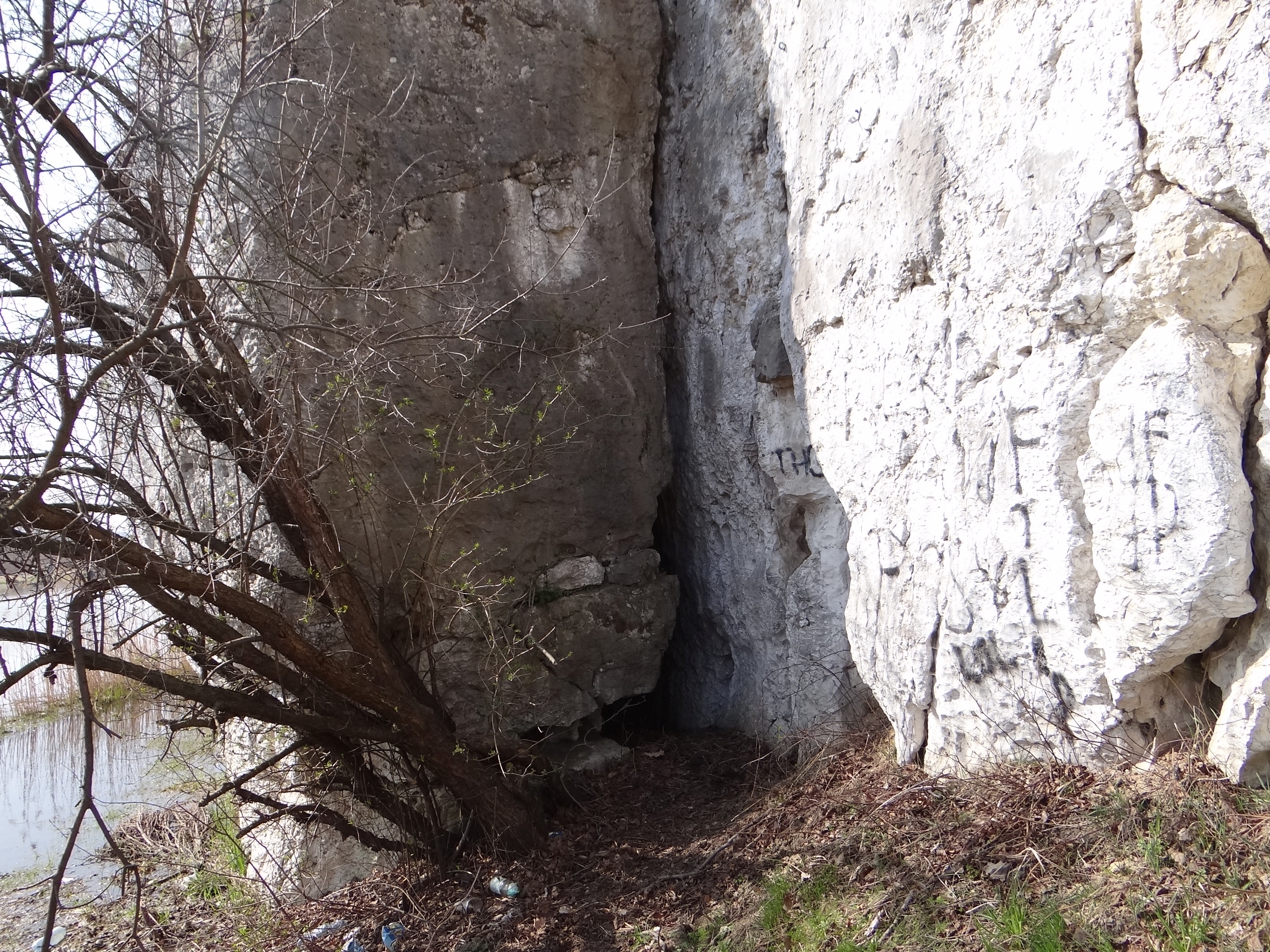